# 北海道道58號俱知安新雪谷線
北海道道58號俱知安新雪谷線（日语：／ Hokkaidō-dō 58-gō Kutchan Niseko-sen）是一条连结北海道俱知安町和磯谷郡蘭越町的道级主要地方道（北海道道）。但其中俱知安町花園（魏斯滑雪場附近）和新雪谷町新雪谷（五色溫泉附近）之間的路段因過於狹窄而在冬季無法通行。

## 道路概況
- 起点：北海道虻田郡俱知安町南3條東1丁目（國道5號交點）
- 終点：北海道磯谷郡蘭越町字湯里（北海道道66号岩内洞爺線交點）
- 總延長：19.5公里

## 通過的市町村
- 后志综合振兴局
  - 虻田郡俱知安町
  - 虻田郡新雪谷町
  - 磯谷郡蘭越町

## 主要连接道路
俱知安町
- 國道5號＝南3條東1丁目（起點）

蘭越町
- 北海道道66号岩內洞爺線＝湯里（終點）

## 主要橋樑
- 雙觀橋（俱登山川＝尻別川支流）＝俱知安町南3條西4丁目－俱知安町字旭

## 歷史
- 1960年4月1日 路線勘定，編為314號。（1960年|昭和35年北海道告示第632號[1]）
- 1994年10月1日 路線编号变更为58號。（1994年|平成6年北海道告示第1468號[2]）

## 沿线
- 新雪谷花園度假村＝俱知安町岩尾別
- 俱知安町旭丘滑雪場＝俱知安町字旭
- 北海道俱知安農業高等學校＝俱知安町字旭
- 俱知安溫泉＝俱知安町字旭
- 新雪谷東急高爾夫球場＝俱知安町字花園
- 花園溫泉＝俱知安町字花園
- 新雪谷魏斯滑雪場＝俱知安町字花園
- 花田＝俱知安町字岩雄登
- 五色溫泉＝蘭越町字湯里